# Circus (album de Britney Spears)
Circus este cel de-al șaselea album de studio al cântăreței americane Britney Spears, lansat la 28 noiembrie 2008 sub egida casei de discuri Jive Records. Prin încercarea sa de a trece de la stilurile „întunecate și urbane” ale materialului discografic precedent, Blackout (2007), Spears și-a dorit ca următorul proiect să fie unul „puțin mai ușurel”. Înregistrarea cântecelor a avut loc în vara anului 2008, după o perioadă în care problemele personale ale lui Spears au fost foarte mediatizate, fiind necesară plasarea unui tutore temporar la începutul acelui an. În calitate de producători executivi ai albumului, Larry Rudolph și Teresa LaBarbera Whites au angajat numeroși colaboratori, printre care și Max Martin sau Nate „Danja” Hills.
În urma lansării sale, Circus a primit, în general, recenzii pozitive din partea criticilor de specialitate, aceștia complimentând producția pieselor, însă fiind ambivalenți cu privire la versurile acestora. Discul a debutat pe prima poziție a clasamentului Billboard 200 din Statele Unite, înregistrând vânzări de 505.000 de exemplare în prima săptămână și devenind al cincilea album a lui Spears ce reușește să ocupe locul întâi.
Patru cântece au contribuit la promovarea albumului, fiind lansate drept discuri single. Trei dintre ele au devenit hituri internaționale. Primul extras pe single, „Womanizer”, s-a clasat în fruntea ierarhiei Billboard Hot 100 din Statele Unite și a înregistrat cea mai înaltă ascensiune din istoria topului, după ce a debutat pe locul 96. A devenit cel mai bine vândut single a lui Spears în regiunea respectivă de la „...Baby One More Time” (1999), și a primit o nominalizare Grammy la categoria „Cea mai bună înregistrare dance” la cea de-a 52-a ediție a galei de premii (2010). Al doilea și al treilea single, „Circus” și „If U Seek Amy”, au ocupat locul trei și, respectiv, nouăsprezece în Statele Unite. Prin urmare, Circus a devenit al doilea album de studio a lui Spears de la ...Baby One More Time (1999) care să aibă două șlagăre de top 10 și trei piese de top 20, fiind, de asemenea, primul ei album cu două single-uri de top cinci. Pentru a promova materialul, Spears a pornit într-un turneu de concerte intitulat The Circus Starring: Britney Spears, demarat în luna martie a anului 2009.

## Informații generale
„Odată ce [Dr. Luke] și cu mine am ajuns în studioul de înregistrare, el mi-a interpretat câteva cântece la care lucra, realizate pentru [Britney]. Mai apoi, ne-am bazat pe percepția publicului cu privire la viața ei de la vremea respectivă. A fost o modalitate grozavă să compunem melodii pentru a face oamenii să danseze și să se distreze, dar și să conțină cu un mesaj cu subînțeles”. 
În vara anului 2008 s-a confirmat faptul că Spears lucrează la înregistrarea celui de-al șaselea ei album de studio. S-a mai dezvăluit și faptul că producătorii Sean Garrett, Guy Sigsworth, Danja și Bloodshy & Avant sunt implicați în procesul creativ al materialului. În timpul ședințelor de înregistrare, Garrett și producătorul de voce Jim Beanz au complimentat activitatea profesională a lui Spears, în urma problemelor personale din anul precedent care primit foarte multă atenție din partea publicațiilor de mass-media.
Spears a ales să contribuie la compunerea melodiilor și a dezvoltat un album orientat mai mult către muzica pop, colaborând cu producători alături de care a lucrat anterior în cariera ei. Solista a afirmat faptul că Circus a marcat cea mai lungă perioadă la care a lucrat vreodată la un album, adăugând: „Cred că este puțin mai urban [...] Compun piese în fiecare zi, chiar la acest pian din această sufragerie”. Artista a susținut, de asemenea, că Circus este cel mai bun album al ei de până acum.
Producătorul Claude Kelly a discutat despre lipsa unui concept inițial pentru album, spunând: „Atunci când eu și [Dr. Luke] am intrat în studio, știam că va urma să compunem piese pentru [Britney], însă nu aveam un concept stabilit, știam doar stilul ei și ceea ce face”. Max Martin, producătorul single-ului de debut a lui Spears, „...Baby One More Time”, a contribuit în calitate de producător al piesei „If U Seek Amy”. The Outsyders, o echipă de producție originară din Atlanta, au produs primul single de pe album, „Womanizer”, în timp ce Fernando Garibay a lucrat la două piese bonus pentru Spears. S-a raportat faptul că Danja a lucrat la câteva cântece la studiourile Chalice Recording din Los Angeles, iar Spears le-a înregistrat la studiourile Gleenwood Place din Burbank. De asemenea, trio-ul canadian Let's Go to War au contribuit la compunerea și producția melodiei „Mmm Papi”. Lil Jon, Rodney Jerkins, Sean Garrett, și Taio Cruz au anunțat că au lucrat alături de Spears, însă piesele lor nu au fost incluse pe lista oficială de cântece. „Radar”, cântec bonus și al patrulea single, a fost inclus anterior pe albumul Blackout (2007). Înregistrarea melodiei a avut loc la 8 noiembrie 2006, cu o zi după înaintarea dosarului de divorț cu Kevin Federline, la Studiourile Sony Music din New York City.
Legat de titlul albumului, Spears a comentat: „Îmi place faptul că circul te ține cu sufletul la gură mereu. Nu te plictisești niciodată [...] Ești complet cuprins de ceea ce se întâmplă în jurul tău. Și vrei să ști ce urmează să se întâmple”.

## Structura muzicală și versurile

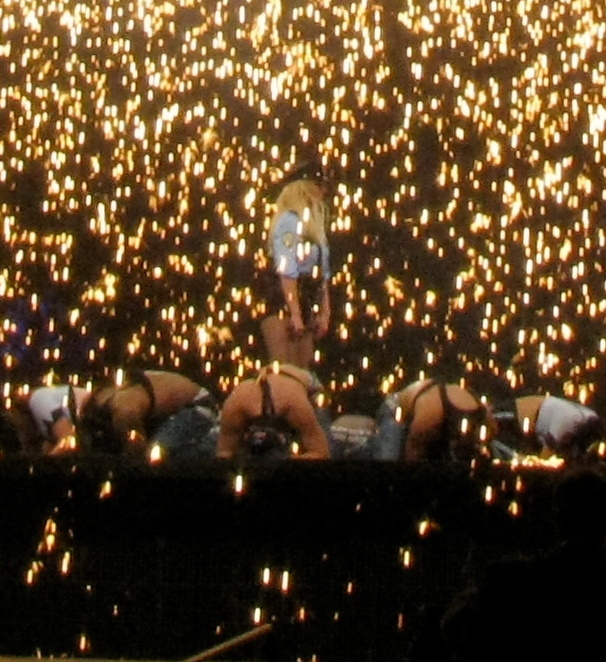
Spears interpretând „Womanizer” în turneul The Circus Starring Britney Spears, în anul 2009.

Circus a fost descris drept o continuare a celui de-al cincilea album de studio a lui Spears, Blackout. Artista a descris Circus drept un proiect „puțin mai ușurel” decât Blackout, material ce conține piese cu un sunet orientat către muzica urban. Versurile „fierbinți” și „agresive” de pe Circus au fost, de asemenea, comparate cu cele de pe Blackout. Albumul a fost comparat cu lucrările artiștilor Janet Jackson, Eurythmics, New Order și cu piesele compuse de Prince, Leiber & Stoller și Phil Spector. Cântecele albumului Circus încorporează teme utilizate anterior în piesele lui Spears. „Circus” și „Kill the Lights” vorbesc despre faimă, o temă observată precedent în melodia „Piece of Me”, în timp ce cântecele „Womanizer” și „Shattered Glass” vorbesc despre un vânător de fuste.
Albumul începe cu primul disc single, „Womanizer”. Piesa conține sunetele unor sirene create cu sintetizatorul, precum și un refren repetitiv. Cântecul a fost descris de artistă drept un imn al fetelor, iar versurile acestuia vorbesc despre un bărbat care înșală. Următorul cântec, precum și cel de-al doilea single, este „Circus”. Melodia vorbește despre sentimentele trăite de Spears ca artistă și interpretă, fapt evidențiat în versurile „All eyes on me in the centre of the ring just like a circus / When I crack that whip everybody gonna trip just like a circus” (ro.: „Toți ochii sunt pe mine, în mijlocului ringului, exact ca la un circ / Când pocnesc din bici, toată lumea va înnebuni, exact ca la un circ”). Elemente din muzica dance-electronică utilizate în piesă au fost comparate cu cele din single-ul „Break the Ice”. Balada „Out from Under” utilizează o chitară acustică în fundal, și a stârnit comparații cu piesa „I'm Not a Girl, Not Yet a Woman”. Cea de-a treia melodie de pe album, „Kill the Lights”, este un cântec dance-pop ce vorbește despre conflictele dintre Spears și paparazzi. Criticii de specialitate au observat similarități cu lucrările Madonnei, precum și cu piesa „Piece of Me”. Următorul cântec, „Shattered Glass”, utilizează beat-uri electronice întunecate, iar versurile povestesc o relație care nu mai merge.
„If U Seek Amy” integrează elemente „glam-rave” în compoziția sa pop tradițională; piesa a stârnit controverse datorită unui dublu înțeles, titlul fiind rostit fonetic drept „F-U-C-K me”. „Unusual You”, a șaptea melodie, este un cântec electropop ce vorbește despre o femeie ce găsește dragoste în mod neașteptat. Compoziția a fost comparată cu temele muzicale utilizate în anii '80 și '90 și a fost descrisă drept o „baladă vibrantă” ce amintește de „atmosfera unei cascade sclipitoare popularizată de Janet Jackson!. „Blur” o prezintă pe Spears cântând într-un registru vocal grav, și se remarcă influențe din muzica urban. Versurile piesei povestesc dimineața de după o petrecere: „Can't remember what I did last night/I gotta get my head right, where the hell am I? Who are you? What'd we do last night?” (ro.: „Nu-mi pot aminti ce am făcut aseară/Trebuie doar să-mi limpezesc gândurile, unde naiba mă aflu? Cine ești? Ce am făcut aseară?”). „Blur” a fost comparat cu piesa „Early Mornin” de pe albumul In the Zone, ambele împărtășind o temă similară. „Mmm Papi” conține elemente din muzica go-go din anii '60, o chitară rock, și teme dance hall Latin-pop. În ciuda naturii „distractive”, melodia a primit critici datorită „revenirii la personajul Lolita din albumul ...Baby One More Time”. Criticii au sugerat faptul că versurile fac referire fie la tatălui lui Spears, Jamie, fie la paparazzo-ul Adnan Ghalib. „Mannequin” este un cântec dance-pop cu influențe trip hop; criticii de specialitate au observat natura „provocatoare” și „futuristică” a piesei, însă au fost de părere că vocea lui Spears a sunat „lipsită de viață”. „Lace and Leather” a fost comparat cu albumul Control (1986) lansat de Janet Jackson și lucrările din anii '80 ale lui Prince și Vanity 6. Pe atunci necunoscută, solista Kesha a asigurat acompaniamentul vocal al piesei. Piesa „My Baby” a fost compusă de Spears despre cei doi fii ai ei, Sean Preston și Jayden James Federline, iar vocea din piesă a fost descrisă ca având un „fals accent Janet Jackson”.

## Lansare și promovare
Data inițială a lansării lui Circus pe plan mondial a fost 2 decembrie 2008, ziua în care Spears împlinea 27 de ani. Însă, după ce o serie de cântece au apărut pe internet în mod ilegal, website-ul imeem a pus la dispoziție albumul spre difuzare prin streaming la 25 noiembrie. Discul a fost lansat în mod simultan cu un album intitulat similar, The Circus, al grupului britanic Take That. Atât versiunile standard, cât și versiunile deluxe ale albumului Circus au fost lansate în Europa la data de 28 noiembrie 2008, în timp ce lansarea din Statele Unite a avut loc la 2 decembrie 2008.
Pentru a promova albumul, casa de discuri Jive Records a pus la dispoziție o linie telefonică unde fanii puteau să-i lase mesaje lui Spears, iar unii dintre ei au primit un apel înapoi de la cântăreață. Fragmentele câtorva cântece de pe Circus au fost dezvăluite pe website-ul postului de radio WKTU din New York City, precum și pe Amazon.com. Canalul MTV a difuzat un documentar de 90 de minute intitulat Britney: For the Record la data de 30 noiembrie 2008; documentarul prezintă întoarcerea solistei în industria muzicală. În luna mai anului 2009, website-ul oficial al companiei Jive a organizat un concurs mondial de povești fictive cu Britney Spears. Fanii artistei au invitați să compună o poveste de 200 de cuvinte, bazată pe unul din cântecele de pe album. Publicul a avut permisiunea de a vota povestea favorită, aceasta urmând să fie transformată într-un videoclip muzical animat. Povestea câștigătoare a fost bazată pe cântecul „Kill the Lights”, iar videoclipul a avut premiera la 27 iulie 2009.
Prima apariție live a lui Spears a fost pe 6 noiembrie 2009, artista făcând o apariție scurtă în timpul unui concert organizat la stadionul Dodger, în cadrul turneului Sticky & Sweet Tour al Madonnei (2008–09). La jumătatea interpretării piesei „Human Nature”, Spears s-a alăturat Madonnei pe scenă. Cu o săptămână înainte de lansarea albumului, Spears a realizat numeroase interpretări în diferite țări, ca partea a campaniei de promovare. La 27 noiembrie 2008, Spears a cântat piesa „Womanizer” la ediția din 2008 a premiilor Bambi, organizată în Offenburg, Germania. La această gală de premii, artista a câștigat premiul pentru cel mai un star pop internațional. Suplimentar, cântăreața a cântat la emisiunea Star Academy din Franța în următoarea zi, și a apărut la X Factor în Regatul Unit, la 29 noiembrie. Interpretarea de la X Factor a înregistrat o audiență de 11,880,000 de telespectatori britanici. Spears a interpretat „Circus” pentru prima oară la 2 decembrie 2008, în timpul emisiunii de talk-show matinal Good Morning America, împreună cu piesa „Womanizer”. Spectacolul a coincis cu ziua ei de naștere, împlinind 27 de ani, precum și cu lansarea albumului Circus. La 16 decembrie 2008, cântăreața a interpretat la emisiunea Best Artist of 2008 de pe canalul NTV Japan.

### Turneu

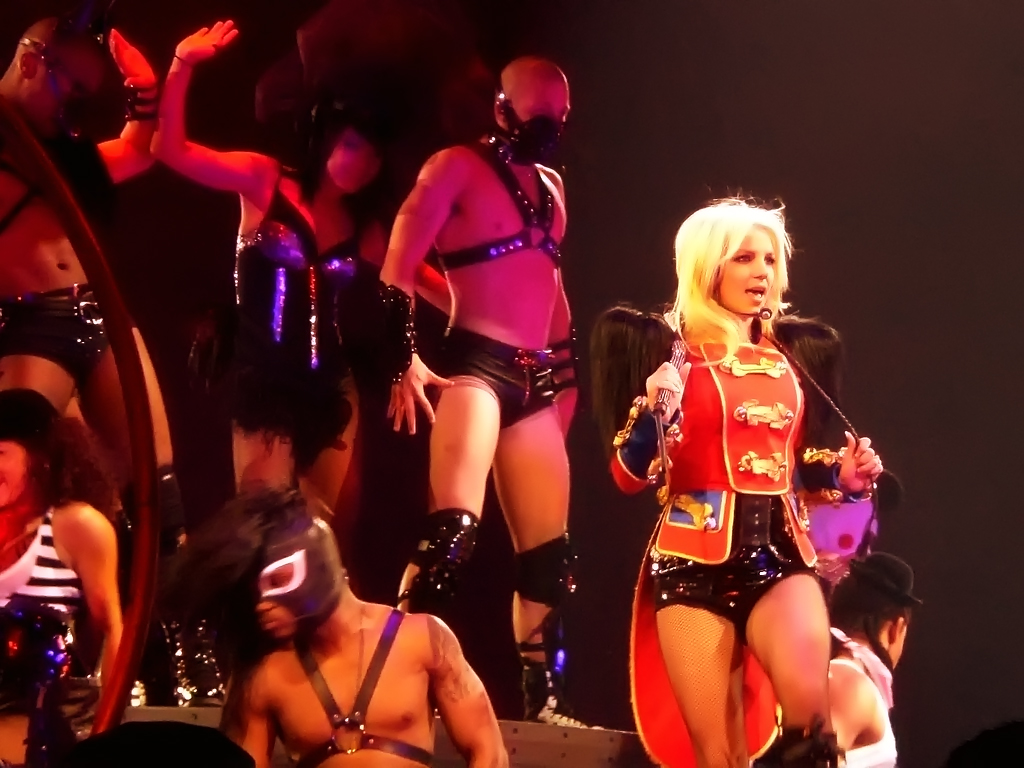
Spears interpretând piesa „Circus” în turneul The Circus Starring Britney Spears (2009).

În timpul interpretării de la Good Morning America, Spears și-a anunțat cel de-al cincilea turneu mondial de concerte, intitulat The Circus Starring Britney Spears. Ulterior au fost dezvăluite primele 25 de concerte organizate în Statele Unite, și alte două din Regatul Unit. Impresarul Larry Rudolph a susținut că turneul „îi va lăsa pe toți cu gura căscată și promite să ofere fanilor lui Britney ceva ce nu vor uita”, adăugând mai târziu: „[Spears] este la viteză maximă pe tot parcursul spectacolului — în jur de o oră și jumătate. Este destul de intens. Un bogat spectacol Britney Spears în toată regula, în conformitate cu așteptările oamenilor — și chiar mai mult!”. Spears și-a exprimat entuziasmul de a include piese de pe albumul Blackout în lista de cântece, de vreme ce discul respectiv nu a fost promovat prin intermediul unui turneu de concerte. Turneul a început la data de 3 martie 2009, la arena New Orleands, și s-a încheiat la 29 noiembrie 2009, ultimul spectacol având loc la arena Adelaide Entertainment Centre. Concertele au fost împărțite pe patru segmente, vizând orașe din America de Nord, Europa și Australia. Scena spectacolului a fost compusă din trei ringuri amplasate în audiență, pentru a avea un aspect asemănător unui circ adevărat. Creatorii de modă Dean și Dan Caten au fost responsabili cu realizarea costumelor. De asemenea, un ecran în formă de cilindru ce înconjoară scena a fost amplasat deasupra scenei, pentru a prezenta videoclipuri și fundaluri. Efectele speciale au fost produse de Solotech. Lista de cântece a fost compusă în principal de cântece de pe albumele In the Zone, Blackout și Circus. În luna iunie a anului 2009, Spears a anunțat faptul că va concerta în Australia pentru prima oară; zvonuri conform cărora turneul va viza și orașe din America de Sud au circulat în mass-media, însă managerul Adam Leber le-a negat, în ciuda eforturilor de a organiza concerte în această regiune.
Concertele din Australia au stârnit controverse după ce numeroși fani au părăsit spectacolul, invocând faptul că Spears ar fi făcut playback; afirmațiile au fost ulterior negate de către manageri și organizatori. Seria de concerte a ocupat locul patru în clasamentul turneelor din America Nord cu cele mai bune încasări ale anului, și a avut cele mai bune încasări pentru un turneu demarat de un artist solo. În luna februarie a anului 2010, publicația Pollstar a lansat topul celor mai profitabile 50 de turnee ale anului 2009, iar The Circus Starring Britney Spears a ocupat locul cinci, încasând 131,8 milioane de dolari. În mai 2010, Hollyscoop a clasat seria de concerte pe locul cinci în „Top 15 turnee cu cele mai bune încasări ale artistelor din toate timpurile”.

## Discuri single
„Womanizer” a fost lansat la 26 septembrie 2008 drept primul disc single extras de pe album. Piesa a fost bine primită de criticii de specialitate, aceștia lăudând refrenul, versurile de emancipare și considerându-l „o revenire în formă” în industria muzicală pentru artistă. Cântecul a debutat pe locul 96 în clasamentul Billboard Hot 100, urcând 95 de poziții în următoarea săptămână, până pe primul loc. Melodia a doborât recordul pentru cea mai înaltă ascensiune până pe locul unu din istoria topului. Recordul a fost depășit ulterior de cântăreața Kelly Clarkson, single-ul „My Life Would Suck Without You” urcând de pe locul 97. „Womanizer” este un considerat unul dintre cele mai bune cântece lansate de Spears, fiind interpretat în versiuni cover de numeroși artiști. Cântecul s-a vândut în 3.2 milioane de exemplare digitale în Statele Unite. Videoclipul piesei a avut premiera la 18 octombrie 2008 și prezintă o continuare a videoclipului pentru „Toxic” (2004). În „Womanizer”, Spears se deghizează în diferite costume și își urmărește partenerul în activitățile sale zilnice, cu scopul de a-l demasca în final.
„Circus” a fost lansat la data de 4 decembrie 2008 drept cel de-al doilea extras pe single al albumului, cu o zi mai devreme față de data stabilită în mod inițial. Cântecul a debutat pe poziția sa maximă, locul trei, în clasamentul Billboard Hot 100 din Statele Unite. Single-ul s-a vândut în 2.763.000 de exemplare digitale în această regiune. Videoclipul muzical al piesei o prezintă pe Spears în rolul unui dresor de circ, fiind acompaniată de diferiți interpreți. Alte cadre o prezintă pe cântăreață în diferite aranjamente de circ. Clipul a primit recenzii pozitive din partea criticilor de specialitate, însă a fost criticat de organizația PETA datorită includerii de „animale tratate cu cruzime”. „Circus” a câștigat premiul pentru cel mai bun videoclip din 2009 la canalul Fuse TV.
„If U Seek Amy” a fost lansat la 10 martie 2009 drept cel de-al treilea disc single extras de pe albumul Circus. Sharon Dastur de la postul de radio Z100 a afirmat faptul că Spears a înregistrat o versiune nouă a cântecului, iar noua versiune editată va fi trimisă de compania de înregistrări Jive Records către radio. Organizația Parents Television Council (PTC) a amenințat faptul că va depune plângeri și reclamații pentru indecență către Comisia Federală de Comunicații împotriva tuturor posturilor de radio care vor difuza single-ul între orele 6:00 și 22:00. „If U Seek Amy” a ocupat locul 19 în ierarhia Billboard Hot 100. Videoclipul cântecului a fost lansat la 12 martie 2009 și o prezintă pe Spears făcând glume pe seama culturii americane.
Piesa „Radar” a fost inclusă pe albumul Blackout și planificată pentru a fi lansată drept al patrulea și ultimul disc single. Cu toate acestea, lansarea a fost anulată după ce Spears a început să lucreze la piesele celui de-al șaselea ei album, fiind lansat ca single promoțional în anul 2008. Ulterior, melodia a fost inclusă drept cântec bonus pe discul Circus, și lansată ca cel de-al patrulea extras pe single la 23 iunie 2009. Videoclipul piesei o prezintă pe Spears în rolul unei aristocrate la un conac polo și implicată într-un triunghi amoros cu doi bărbați jucători de polo. „Radar” a ocupat locul 52 în clasamentul Digital Songs datorită vânzărilor digitale de pe albumul Blackout. În urma lansării single, piesa a debutat pe locul 90 în ierarhia Billboard Hot 100 din Statele Unite, urcând către poziția sa maximă, locul 88, în următoarea săptămână.

## Recenziile criticilor
În urma lansării sale, Circus a primit, în general, recenzii pozitive din partea criticilor de specialitate. Pe Metacritic albumul a primit un scor mediu de 64 din 100, bazat pe 22 de recenzii, indicând astfel „recenzii general favorabile”. Stephen Thomas Erlewine i-a oferit o recenzie pozitivă discului, descriindu-l drept „un remake prietenos al hedonistului Blackout”, însă fiind de părere că albumul predecesorul este mai „elegant și atractiv” decât Circus. Genevieve Koski de la ziarul The A.V. Club a apreciat faptul că artista „pare să fi depus efort adevărat în interpretările de pe Circus”, în comparație cu sunetul „monoton și lipsit de energie” pe care albumul Blackout îl avea în opinia ei. Într-o recenzie pentru website-ul Digital Spy, Nick Levine a opinat că vocea lui Spears a sunat „mult mai încrezătoare” decât în cântecele de pe Blackout. While Chris Willman de la revista Entertainment Weekly a apreciat producția per ansamblu a albumului Circus, însă a criticat aspru modelul recent stabilit de Spears „de a lansa albume cu titluri ce promit o mai mare auto-revelație decât este capabilă în ultimă instanță să prezinte”.
Robert Christgau i-a oferit materialului o mențiune onorabilă de două stele, afirmând că a fost „cel mai adesea distractiv și plăcut”. Jon Pareles de la ziarul The New York Times și-a exprimat bucuria pentru cântecele „înviorătoare” ce conțin „secvențe intermediare melodice și captivante”, în timp ce Caryn Ganz de la revista Rolling Stone a fost de părere că piesele „pop aventuroase și prietenoase” ar putea face din Circus un succesor bun al celui de-al patrulea album de studio a lui Spears, In the Zone (2003). În timpul unei recenzii pentru ziarul USA Today, Steve Jones a apreciat natura „optimistă” înfățișată de Spears în melodii și faptul că „[știe] cine este în calitate de cântăreață”, iar astfel „nu-și [pierde] timpul căutând o direcție artistică sau să se gândească prea mult la farmecele ei”. Ziarul The Village Voice a relatat că Circus „nu este nici mai bun sau mai rău decât [albumul] Discipline lansat de Janet Jackson și încărcat de teme dominatrix”.
Alexis Pertidis de la ziarul The Guardian i-a oferit o recenzie mixtă discului, sugerând faptul că Spears „pare adesea deconectată și chiar puțin plictisită” în cântece, în timp ce Blackout a fost un „album riscant și necruțător, făcut de o femeie a cărei necrolog a fost aparent elaborat de Associated Press”. Un redactor de la ziarul The Independent i-a oferit o recenzie negativă materialului, fiind de părere că vocea lui Spears a sunat complet lipsită de emoții și indiferentă în piesele cu tempo moderat și în balade. Eric Henderson de la publicația Slant Magazine a împărtășit o opinie similară, afirmând faptul că „auto-actualizările” albumului au emis o energie „seacă și lipsită de valoare” majorității cântecelor. Ann Powers de la ziarul Los Angeles Times a opinat că Circus a avut misiunea de a susține afirmația că „Spears încă este o femeie tânără ce încă încearcă să gestioneze o situație imposibilă”. Într-o recenzie pentru revista NME, Hamish MacBain s-a declarat dezamăgit de faptul că Spears „este pur și simplu nepricepută la «a fi sexy»”, adăugând că albumul Circus este „a nu știu câta încercare de a transforma haosul considerabil al tranziției lui Britney către maturitate – împlinește 27 de ani săptămâna viitoare! –  într-un produs adult-pop murdar, obscen și obraznic”.

## Distincții și recunoașteri
| An   | Categorie                                           | Premiu       | Rezultat     | Ref.   |
| ---- | --------------------------------------------------- | ------------ | ------------ | ------ |
| 2009 | Albumul anului în limba engleză                     | Premios Oye! | Nominalizare | [ 89 ] |
| 2010 | Premiul Juno pentru cel mai bun album internațional | Premiul Juno | Nominalizare | [ 90 ] |

## Performanța în clasamentele muzicale

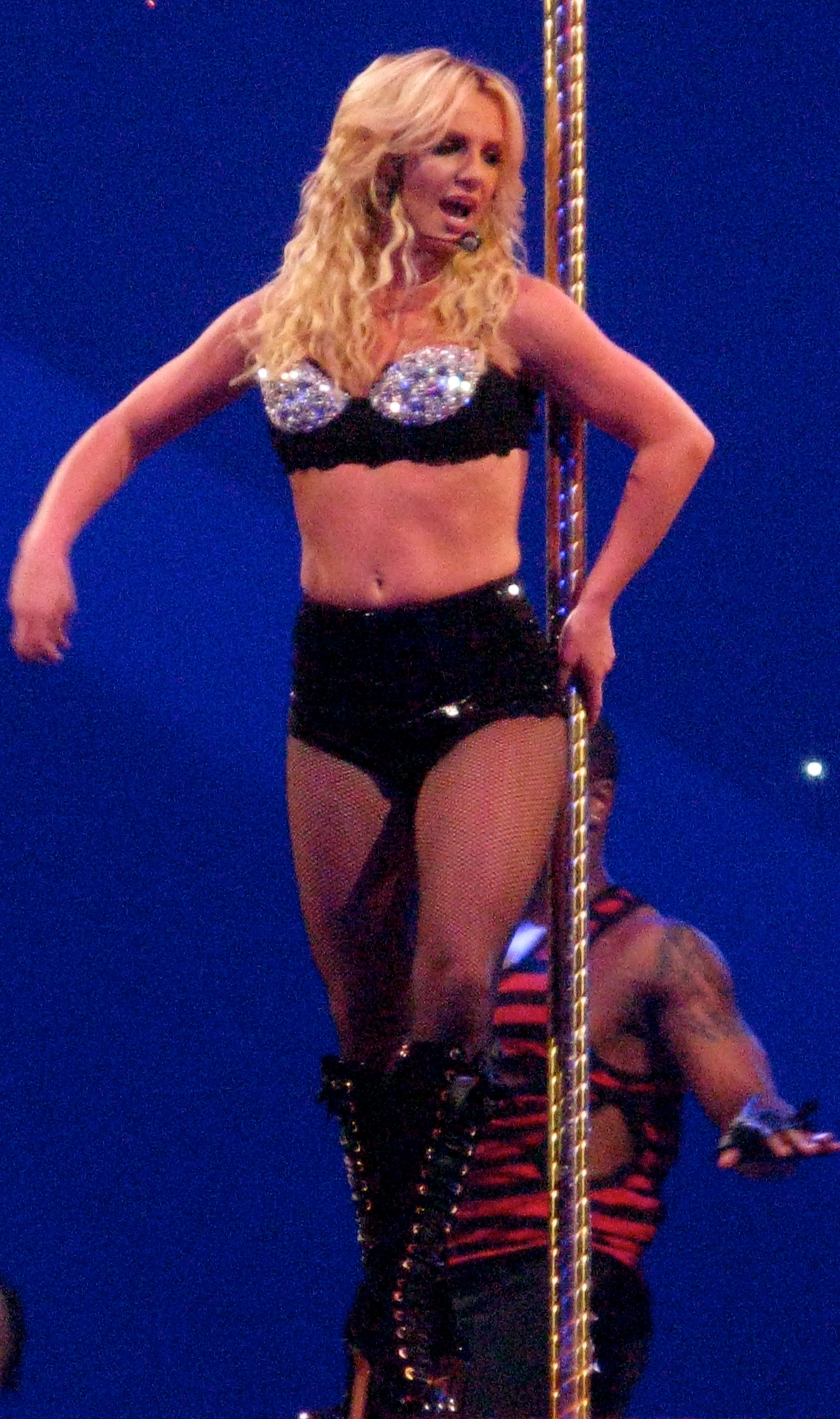
Spears interpretând „Radar” într-un concert din cadrul turneului The Circus Starring Britney Spears, în anul 2009.

Circus a debutat pe prima poziție a clasamentului Billboard 200 din Statele Unite, comercializându-se în peste 505.000 de exemplare în prima săptămână. Albumul a înregistrat al doilea cel mai bun debut al anului 2008 pentru o artistă la capitolul vânzări în prima săptămână, fiind în urma cântăreței Taylor Swift cu albumul Fearless care s-a vândut în 592.000 de copii. Circus a petrecut nouă săptămâni în top 10, fiind primul album a lui Spears care reușește această performanță de la Oops!... I Did It Again (2000), disc ce a petrecut 23 de săptămâni în top 10. Materialul a fost premiat cu discul de platină de către Recording Industry Association of America (RIAA) la 29 ianuarie 2009. Potrivit datelor furnizate de Nielsen SoundScan, până în luna martie a anului 2015, albumul s-a vândut în 1.7 milioane de exemplare în Statele Unite. În Canada, Circus a debutat în fruntea clasamentului Canadian Albums Chart, înregistrând vânzări de 51.000 de unități vândute. Suma a reprezentat cele mai bune vânzări în prima săptămână a lui Spears în această regiune de la Oops!... I Did It Again, album care s-a vândut în 95.000 de copii în luna mai a anului 2000. În mai puțin de o lună, Circus a devenit al nouălea cel mai bine vândut disc al anului 2008, comercializându-se în 143.000 de exemplare. De asemenea, a fost unul dintre cele mai bine vândute 10 albume în mediul digital, având vânzări de peste 10.100 de descărcări digitale. În martie 2009, Circus a fost premiat cu trei discuri de platină de către Canadian Recording Industry Association (CRIA) pentru depășirea pragului de 240.000 de copii expediate către centrele comerciale. În Mexic, albumul a debutat pe prima poziție a ierarhiei de albume internaționale, și pe locul trei în clasamentul Top 100 Mexico, având vânzări de peste 46.000 de exemplare. Ulterior, acesta a primit discul de aur din partea Asociación Mexicana de Productores de Fonogramas y Videogramas (AMPROFON) pentru vânzările din prima săptămână.
În Oceania, Circus a obținut poziții de top 10, ocupând locul trei și locul șase în clasamentele din Australia și, respectiv, Noua Zeelandă. În Australia, albumul a primit discul de platină din partea Australian Recording Industry Association (ARIA) pentru cele peste 70.000 de unități expediate în doar trei săptămâni. Până în prezent, acesta a primit două discuri de platină pentru expedierea a peste 140.000 de unități. În Regatul Unit, materialul a debutat pe poziția sa maximă, locul patru, în ierarhia UK Albums Chart. Circus a acumulat un total de 31 de săptămâni de prezență în top, și a fost premiat cu discul de platină de către British Phonographic Industry (BPI) pentru cele peste 300.000 de copii expediate. În Franța, albumul a înregistrat vânzări de 18.319 de exemplare în doar două zile de la lansare, debutând astfel pe locul cinci în clasamentul French Albums Chart. În Japonia, materialul a ocupat locul cinci în topul Oricon Albums Chart și a primit discul de aur din partea Recording Industry Association of Japan (RIAJ).
În ciuda faptului că nu au fost lansate ca discuri single, numeroase cântece de pe albumul Circus au apărut în clasamentele compilate de revista Billboard în urma lansării. „Shattered Glass” s-a clasat pe locul 70 în topul Billboard Hot 100 din Statele Unite, o poziție mai înaltă decât cel de-al patrulea single, „Radar”, care a ajuns doar pe locul 88. „Shattered Glass” a ocupat locul 29 în ierarhia Hot Digital Songs, în timp ce în clasamentul Canadian Hot Digital Songs, cântecul a ajuns pe locul 36.  În același timp, piesa a apărut în topul Pop 100 pe locul 57. Piesele „Unusual You”, „Lace and Leather” și „Mmm Papi” au ocupat locurile 80, 84 și, respectiv, 94 în clasamentul Pop 100 din Statele Unite. „Out from Under” a debutat pe locul 40 în ierarhia Swedish Singles Chart la 14 august 2009, urcând către locul 32 în următoarea săptămână. Melodia a acumulat un total de cinci săptămâni de prezență în top.

## Ordinea pieselor pe disc
Versiunea standard — 46:15
| Nr. | Titlu                  | Textier(i)                                                                           | Producător(i)               | Durată |
| --- | ---------------------- | ------------------------------------------------------------------------------------ | --------------------------- | ------ |
| 1.  | „Womanizer”            | Nikesha Briscoe Rafael Akinyemi                                                      | K. Briscoe/The Outsyders    | 3:43   |
| 2.  | „Circus”               | Lukasz Gottwald Claude Kelly Benjamin Levin                                          | Dr. Luke Benny Blanco       | 3:12   |
| 3.  | „Out from Under”       | Shelly Peiken Arnthor Birgisson Wayne Hector                                         | Guy Sigsworth               | 3:54   |
| 4.  | „Kill the Lights”      | Nathaniel Hills James Washington Luke Boyd Marcella Araica                           | Danja Jim Beanz             | 3:59   |
| 5.  | „Shattered Glass”      | Gottwald Kelly Levin                                                                 | Dr. Luke Blanco Kelly       | 2:53   |
| 6.  | „If U Seek Amy”        | Max Martin Shellback Savan Kotecha Alexander Kronlund                                | Martin                      | 3:37   |
| 7.  | „Unusual You”          | Christian Karlsson Pontus Winnberg Henrik Jonback Kasia Livingston                   | Bloodshy & Avant            | 4:23   |
| 8.  | „Blur”                 | Hills Stacy Barthe Araica                                                            | Danja                       | 3:09   |
| 9.  | „Mmm Papi”             | Britney Spears Henry Walter Adrien Gough Peter-John Kerr Nicole Morier               | Let's Go to War Morier      | 3:22   |
| 10. | „Mannequin”            | Spears Harvey Mason, Jr. Rob Knox James Fauntleroy II                                | Mason, Jr. Rob Knox         | 4:06   |
| 11. | „Lace and Leather”     | Gottwald Levin Frankie Storm Ronnie Jackson                                          | Dr. Luke Blanco             | 2:48   |
| 12. | „My Baby”              | Spears Sigsworth                                                                     | Sigsworth                   | 3:20   |
| 13. | „Radar” (cântec bonus) | Karlsson Winnberg Henrik Jonback Balewa Muhammad Candice Nelson Ezekiel Lewis J. Que | Bloodshy & Avant The Clutch | 3:49   |

Versiunea distribuită pe iTunes Store, Spotify și Musicload (cântec bonus) — 49:36
| Nr. | Titlu      | Textier(i)                     | Producător(i) | Durată |
| --- | ---------- | ------------------------------ | ------------- | ------ |
| 14. | „Rock Boy” | Hills Araica Michael Shimshack | Danja         | 3:21   |

Versiunea distribuită digital în Japonia și Regatul Unit (cântec bonus) — 50:12
| Nr. | Titlu     | Textier(i)                  | Producător(i) | Durată |
| --- | --------- | --------------------------- | ------------- | ------ |
| 14. | „Amnesia” | Fernando Garibay Livingston | Garibay       | 3:57   |

Versiunea deluxe (cântece bonus) — 53:07
| Nr. | Titlu         | Textier(i)                                            | Producător(i)               | Durată |
| --- | ------------- | ----------------------------------------------------- | --------------------------- | ------ |
| 14. | „Rock Me In”  | Spears Greg Kurstin Morier                            | Kurstin Morier              | 3:17   |
| 15. | „Phonography” | Karlsson Winnberg Jonback Muhammad Nelson Lewis Smith | Bloodshy & Avant The Clutch | 3:35   |

Versiunea distribuită în Franța pe Amazon Music (cântec bonus) — 56:41
| Nr. | Titlu     | Textier(i)                                            | Producător(i)               | Durată |
| --- | --------- | ----------------------------------------------------- | --------------------------- | ------ |
| 16. | „Trouble” | Karlsson Winnberg Jonback Muhammad Nelson Lewis Smith | Bloodshy & Avant The Clutch | 3:34   |

Versiunea distribuită în Europa pe iTunes Store (cântec bonus) — 57:12
| Nr. | Titlu       | Textier(i)        | Producător(i) | Durată |
| --- | ----------- | ----------------- | ------------- | ------ |
| 16. | „Quicksand” | Lady Gaga Garibay | Garibay       | 4:05   |

Versiunea deluxe (DVD bonus) — 56:41
| Nr. | Titlu                                    | Durată |
| --- | ---------------------------------------- | ------ |
| 1.  | „Making of the Album”                    | 9:34   |
| 2.  | „Womanizer” (Director's Cut) (Videoclip) | 3:54   |
| 3.  | „Galerie Foto”                           |        |

Versiunea deluxe (DVD bonus) — 56:41
| Nr. | Titlu                          | Durată |
| --- | ------------------------------ | ------ |
| 3.  | „Circus” (Videoclip)           | 3:43   |
| 4.  | „Making of Circus Music Video” | 3:07   |
| 5.  | „Galerie Foto”                 |        |

Note
- Al treilea cântec, „Out from Under”, este o versiune cover după cântecul înregistrat de Joanna Pacitti în anul 2007 pentru coloana sonoră a filmului Bratz: The Movie.
- ^a producător vocal
- ^b semnifică un co-producător

## Acreditări și personal
Persoanele care au lucrat la acest album sunt preluate de pe website-ul AllMusic.
- Jim Beanz – inginer de sunet, producător vocal
- David Boyd – inginer de sunet
- Luke Boyd – acompaniament vocal
- K. Briscoe – producător
- Jim Carauna – inginer de sunet
- Tom Coyne – masterizare audio
- Brendan Dekora – asistent, inginer de sunet
- Cathy Dennis – acompaniament vocal
- Patti Dubroff – machiaj
- Laura Duncan – garderobă
- Eric Eylands – asistent, asistent inginer de sunet
- Niklas Flyckt – mixaj
- Serban Ghenea – mixaj
- Angela Golightly – coordonator producție
- Aniela Gottwald – asistent, asistent inginer de sunet
- Dr. Luke – tobe, chitară, claviatură, programare
- Tatiana Gottwald – asistent inginer de sunet
- Dabling Harward – inginer de sunet
- Leah Haywood – acompaniament vocal
- Jeri Heiden – regizor artistic
- John Heiden – design
- Andrew Hey – inginer de sunet
- Wade Martin – producător, înregistrare
- Henrik Jonback – bas, inginer de sunet, chitară
- Chris Kasych – asistent, asistent inginer de sunet
- Claude Kelly – producător voce, acompaniament vocal
- Rob Knox – producător
- Kasia Livingston – acompaniament vocal
- Myah Marie – acompaniament vocal
- Max Martin – producer, programming, acompaniament vocal
- Tony Maserati – mixaj
- Harvey Mason, Jr. – mixaj, producător
- Chris McMillan – hair stylist
- Nicole Morier – producător voce, acompaniament vocal
- Jackie Murphy – direcție artistică
- Candice Nelson – acompaniament vocal
- Jared Newcomb – asistent, asistent mixaj
- Debi Nova – acompaniament vocal
- Andy Page – programare tobe, inginer de sunet, chitară, mixaj, pian, instrumente cu coarde, sintetizator, sintetizator bas
- Tim Roberts – Pro Tools
- Larry Rudolph – producător executiv, manager
- Guy Sigsworth – programare tobe, claviatură, producător, instrumente cu coarde
- Britney Spears – voce principală, acompaniament vocal, concept, textier
- Nick Steinhardt – design
- Ron Taylor – Pro-Tools
- Valente Torrez – asistent
- Kate Turning – fotograf
- Windy Wagner – acompaniament vocal
- Seth Waldmann – inginer de sunet
- Eric Weaver – asistent, asistent inginer de sunet, inginer de sunet
- Theresa LaBarbera Whites – impresar, producător executiv
- David Wright „Touch” – coordonator producție
- Emily Wright – inginer de sunet, editare voce
- Andrew Wyatt – inginer de sunet
- Lady Gaga – acompaniament vocal, textier

## Prezența în clasamente
| Țară (clasament 2008–2009)                 | Poziția maximă | Referință |
| ------------------------------------------ | -------------- | --------- |
| Australia (ARIA)                           | 3              | [ 115 ]   |
| Austria (Ö3 Austria)                       | 9              | [ 115 ]   |
| Belgia (Ultratop 50 Flandra)               | 7              | [ 115 ]   |
| Belgia (Ultratop 50 Valonia)               | 4              | [ 115 ]   |
| Canada (Canadian Albums Chart)             | 1              | [ 116 ]   |
| Cehia (HDU)                                | 23             | [ 117 ]   |
| Croația (HDU)                              | 13             | [ 118 ]   |
| Danemarca (Hitlisten)                      | 4              | [ 115 ]   |
| Elveția (Swiss Hitparade)                  | 1              | [ 115 ]   |
| Europa (European Top 100 Albums)           | 1              | [ 119 ]   |
| Finlanda (Suomen virallinen lista)         | 16             | [ 115 ]   |
| Franța (SNEP)                              | 3              | [ 115 ]   |
| Germania (Offizielle Top 100)              | 9              | [ 115 ]   |
| Grecia (IFPI)                              | 18             | [ 120 ]   |
| Irlanda (IRMA)                             | 2              | [ 121 ]   |
| Italia (FIMI)                              | 9              | [ 115 ]   |
| Japonia (Oricon)                           | 5              | [ 122 ]   |
| Mexic (Top 100 Mexico)                     | 3              | [ 115 ]   |
| Noua Zeelandă (RMNZ)                       | 6              | [ 115 ]   |
| Norvegia (VG-lista)                        | 21             | [ 115 ]   |
| Olanda (MegaCharts)                        | 10             | [ 115 ]   |
| Polonia (ZPAV)                             | 24             | [ 123 ]   |
| Portugalia (ZPAV)                          | 28             | [ 115 ]   |
| Regatul Unit (OCC)                         | 4              | [ 124 ]   |
| Rusia (2M)                                 | 1              | [ 125 ]   |
| Scoția (OCC)                               | 7              | [ 126 ]   |
| Spania (PROMUSICAE)                        | 10             | [ 115 ]   |
| Suedia (Sverigetopplistan)                 | 19             | [ 115 ]   |
| Statele Unite ale Americii (Billboard 200) | 1              | [ 127 ]   |
| Ungaria (MAHASZ)                           | 22             | [ 128 ]   |

| Țară (clasament)                           | Poziția maximă | Referință |
| 2008                                       | 2008           | 2008      |
| ------------------------------------------ | -------------- | --------- |
| Australia (ARIA)                           | 25             | [ 129 ]   |
| Australia (ARIA Dance Albums)              | 5              | [ 130 ]   |
| Belgia (Ultratop Valonia)                  | 96             | [ 131 ]   |
| Danemarca (Hitlisten)                      | 33             | [ 132 ]   |
| Franța (SNEP)                              | 50             | [ 133 ]   |
| Grecia (IFPI — Albume din străinătate)     | 23             | [ 134 ]   |
| Mexic (Top 100 Mexico)                     | 44             | [ 135 ]   |
| Regatul Unit (OCC)                         | 61             | [ 136 ]   |
| Suedia (Sverigetopplistan)                 | 86             | [ 137 ]   |
| În întreaga lume (IFPI)                    | 15             | [ 138 ]   |
| 2009                                       |                |           |
| Australia (ARIA)                           | 47             | [ 139 ]   |
| Australia (ARIA Dance Albums)              | 6              | [ 140 ]   |
| Austria (Ö3 Austria)                       | 66             | [ 141 ]   |
| Belgia (Ultratop Flandra)                  | 63             | [ 142 ]   |
| Belgia (Ultratop Valonia)                  | 40             | [ 143 ]   |
| Canada (Canadian Albums Chart)             | 5              | [ 144 ]   |
| Danemarca (Hitlisten)                      | 91             | [ 145 ]   |
| Elveția (Schweizer Hitparade)              | 94             | [ 146 ]   |
| Europa (European Top 100 Albums)           | 44             | [ 147 ]   |
| Franța (SNEP)                              | 101            | [ 148 ]   |
| Japonia (Oricon)                           | 99             | [ 149 ]   |
| Mexic (Top 100 Mexico)                     | 51             | [ 150 ]   |
| Regatul Unit (OCC)                         | 139            | [ 151 ]   |
| Statele Unite ale Americii (Billboard 200) | 6              | [ 152 ]   |

## Vânzări și certificări
| \| Țara \| Vânzări/ puncte \| Certificare \| Referințe \| \| --------------------------------- \| --------------- \| ----------- \| --------- \| \| Africa de Sud (RISA) \| +20.000 \| \| [153] \| \| Argentina (CAPIF) \| +30.000 \| \| [154] \| \| Australia (ARIA) \| +140.000 \| \| [155] \| \| Belgia (BEA) \| +15.000 \| \| [156] \| \| Brazilia (Pro-Música Brasil) \| +70.000 \| \| [157] \| \| Canada (Music Canada) \| +240.000 \| \| [158] \| \| CCG (IFPI Orientul Mijlociu) \| +3.000 \| \| [159] \| \| Danemarca (IFPI Danemarca) \| +30.000 \| \| [153] \| \| Elveția (IFPI Elveția) \| +15.000 \| \| [160] \| \| Franța (SNEP) \| +100.000 \| \| [153] \| \| Germania (BVMI) \| +100.000 \| \| [161] \| \| Grecia (IFPI Grecia) \| +3.000 \| \| [162] \| \| Indonezia (ASIRI) \| +20.000 \| \| [153] \| \| Irlanda (IRMA) \| +30.000 \| \| [153] \| \| Japonia (RIAJ) \| +100.000 \| \| [163] \| \| Malaysia (RIM) \| +10.000 \| \| [153] \| \| Mexic (AMPROFON) \| +40.000 \| \| [164] \| \| Noua Zeelandă (RMNZ) \| +15.000 \| \| [165] \| \| Polonia (ZPAV) \| +10.000 \| \| [166] \| \| Regatul Unit (BPI) \| +300.000 \| \| [167] \| \| Rusia (NFPF) \| +80.000 \| \| [168] \| \| Statele Unite ale Americii (RIAA) \| +1.700.000 \| \| [169] \| \| Ungaria (MAHASZ) \| +3.000 \| \| [170][95] \| | Note - reprezintă „disc de aur”; - reprezintă „disc de platină”; - reprezintă „dublu disc de platină”; - reprezintă „triplu disc de platină”; - reprezintă „cvadruplu disc de platină”. |             |                |
| Țara | Vânzări/ puncte | Certificare | Referințe      |
| Africa de Sud (RISA) | +20.000 |             | [ 153 ]        |
| Argentina (CAPIF) | +30.000 |             | [ 154 ]        |
| Australia (ARIA) | +140.000 |             | [ 155 ]        |
| Belgia (BEA) | +15.000 |             | [ 156 ]        |
| Brazilia (Pro-Música Brasil) | +70.000 |             | [ 157 ]        |
| Canada (Music Canada) | +240.000 |             | [ 158 ]        |
| CCG (IFPI Orientul Mijlociu) | +3.000 |             | [ 159 ]        |
| Danemarca (IFPI Danemarca) | +30.000 |             | [ 153 ]        |
| Elveția (IFPI Elveția) | +15.000 |             | [ 160 ]        |
| Franța (SNEP) | +100.000 |             | [ 153 ]        |
| Germania (BVMI) | +100.000 |             | [ 161 ]        |
| Grecia (IFPI Grecia) | +3.000 |             | [ 162 ]        |
| Indonezia (ASIRI) | +20.000 |             | [ 153 ]        |
| Irlanda (IRMA) | +30.000 |             | [ 153 ]        |
| Japonia (RIAJ) | +100.000 |             | [ 163 ]        |
| Malaysia (RIM) | +10.000 |             | [ 153 ]        |
| Mexic (AMPROFON) | +40.000 |             | [ 164 ]        |
| Noua Zeelandă (RMNZ) | +15.000 |             | [ 165 ]        |
| Polonia (ZPAV) | +10.000 |             | [ 166 ]        |
| Regatul Unit (BPI) | +300.000 |             | [ 167 ]        |
| Rusia (NFPF) | +80.000 |             | [ 168 ]        |
| Statele Unite ale Americii (RIAA) | +1.700.000 |             | [ 169 ]        |
| Ungaria (MAHASZ) | +3.000 |             | [ 170 ] [ 95 ] |

## Datele lansărilor
| Țară                       | Dată              | Versiune        | Format(e)              | Casă de discuri | Ref.                    |
| -------------------------- | ----------------- | --------------- | ---------------------- | --------------- | ----------------------- |
| Austria                    | 28 noiembrie 2008 | Standard deluxe | CD descărcare digitală | Sony Music      | [ 171 ] [ 172 ] [ 173 ] |
| Germania                   | 28 noiembrie 2008 | Standard deluxe | CD descărcare digitală | Sony Music      | [ 171 ] [ 172 ] [ 173 ] |
| Elveția                    | 28 noiembrie 2008 | Standard deluxe | CD descărcare digitală | Sony Music      | [ 171 ] [ 172 ] [ 173 ] |
| Regatul Unit               | 1 decembrie 2008  | Standard deluxe | CD descărcare digitală | RCA             | [ 174 ] [ 175 ]         |
| Statele Unite ale Americii | 2 decembrie 2008  | Standard deluxe | CD descărcare digitală | Jive            | [ 176 ] [ 177 ] [ 178 ] |
| Japonia                    | 3 decembrie 2008  | Standard        | CD descărcare digitală | Sony Music      | [ 179 ] [ 180 ]         |